# Liste der Bände des Corpus Mensurabilis Musicae
Dies ist eine Liste der Bände des Corpus mensurabilis musicae. Das Corpus mensurabilis musicae (CMM) ist eine Sammlung von historischen Werken der Musik, die mehr als neunzig Komponisten des Mittelalters und der Renaissance vom 14. bis zum frühen 17. Jahrhundert enthält. Sie wird vom American Institute of Musicology herausgegeben und erscheint seit 1947.
Zu den darin enthaltenen Komponisten zählen Machaut, Pierre de la Rue, de Wert, Dufay, Willaert, Clemens, Brumel, Gombert, Rore, G. Gabrieli, Compère, Agricola, Arcadelt, Corteccia, Merulo, Sermisy, Manchicourt, Crécquillon, Isaac, Marenzio, Richafort, Rossi, Romero und andere.
Die Publikationsorte der Bände sind: 
- Middleton, Wisconsin, USA: American Institute of Musicology, 1947–
- seit circa 1975: Rom: American Institute of Musicology
- seit circa 2002: Stuttgart: Hänssler

Viele Bände bestehen aus mehreren Teilbänden.
Die Begleitreihe stellen die Musicological Studies and Documents dar, in die der kritische Apparat und die Kommentare aufgenommen wurden. 

## Inhaltsübersicht
- 1. Guillaume Du Fay (ca. 1400–1474), Opera omnia, edited by Heinrich Besseler in 6 volumes.
- 2. Guillaume de Machaut (ca. 1300–1377), Mass, edited by G. de Van.
- 3. Adriano Willaert (ca. 1490–1562), Opera omnia, edited by Hermann Zenck, Walter Gerstenberg, Bernhard Meier, Helga Meier, and Wolfgang Horn in 15 volumes.
- 4. Jacobus Clemens non Papa (ca. 1510–zwischen 1556 and 1558), Opera omnia, edited by Karel Philippus Bernet Kempers in 21 volumes.
- 5. Antoine Brumel (ca. 1460–ca. 1515), Opera omnia, This edition was begun by Armen Carapetyan, but it was revised and completed by Barton Hudson.
- 6. Nicolas Gombert (ca. 1500–ca. 1556), Opera omnia, edited by Joseph Schmidt Görg in 12 volumes.
- 7. Jacob Barbireau (d. 1491), Opera omnia, edited by Bernhard Meier in 2 volumes.
- 8. Music of Fourteenth-Century Italy, edited by Nino Pirrotta.
- 9. Johannes Regis (ca.1430–1485), Opera omnia, edited by C.W.H. Lindenburg in 2 volumes.
- 10. Franchinus Gaffurius (1451–1522), Collected Musical Works, edited by Lutz [Ludwig] Finscher.
- 11. Early Fifteenth-Century Music, edited by Gilbert Reaney.
- 12. Giovanni Gabrieli (ca. 1555–1612).  Opera Omnia, Vols. I–VI edited by Denis Arnold† were published between 1956 and 1974.  Richard Charteris is completing the series in six more volumes, Vols. VII–XII, and preparing completely new editions of Vols. I–VI.
- 13. Missa Tornacensis (The Tournai Mass, 14th c.), edited by Charles Van den Borren.
- 14. Cipriano de Rore (1516–1565), Opera omnia, edited by Bernhard Meier in 8 volumes.
- 15. Loyset Compère (ca. 1450–1518), Opera omnia, edited by Ludwig Finscher.
- 16. Robert Carver (1487–nach 1546). Collected Works, edited by Denis Stevens.
- 17. Robert Fayrfax (ca. 1464–1521), Collected Works, edited by Edwin B. Warren in 3 volumes.
- 18. Johannes Tinctoris (ca. 1453–1511), Opera omnia. This series was originally conceived as a multi-volume set edited  by Fritz Feldmann. Vol. 1 was the only volume completed. William Melin edited the complete musical works in one volume.
- 19. Walter Frye (active mid-15th c.), Opera omnia, edited by Sylvia W. Kenney.
- 20. Pierre Attaingnant (before 1500 after 1553), Transcriptions of Chansons for Keyboard (1531), edited by Albert Seay.
- 21. Cypriot-French Repertory (15th c.) of the Manuscript Torino, Biblioteca Nazionale, J.II.9, edited by Richard H. Hoppin in 4 volumes.
- 22. Alexander Agricola (1446–1506), Opera omnia, edited by Edward R. Lerner in 5 volumes.
- 23. Johannes Ghiselin-Verbonnet (active last part of 15th and early 16th c.), Opera omnia, edited by Clytus Gottwald in 4 volumes.
- 24. Giaches de Wert (1535–1596), Opera omnia, edited by Carol MacClintock (secular music) and Melvin Bernstein (sacred music).
- 25. Costanzo Festa (ca. 1495–1545), Opera omnia, edited by Alexander Main (volumes I-II) and Albert Seay (volumes III-VIII).
- 26. Nicola Vicentino (1511–1576), Collected Works, edited by Henry W. Kaufmann in 1 volume.
- 27. Nicolas Ludford (ca. 1485–ca.1557), Collected Works, edited by John D. Bergsagel in 2 volumes.
- 28. Philippe Verdelot (d. ca. 1540?), Opera omnia, edited by Anne-Marie Bragard.
- 29. Fourteenth-Century Mass Music in France, edited by Hanna Stäblein-Harder.
- 30. The Works of Jehan de Lescurel (d. probably 1304), edited by Nigel Wilkins.
- 31. Jacobus Arcadelt (ca. 1504–nach 1567), Opera omnia, edited by Albert Seay in 10 volumes.
- 32. Music of the Florentine Renaissance, edited by Frank A. D'Accone.
- 33. The Musical Works of John Hothby (d. 1487), edited by Albert Seay.
- 34. Matthaeus Pipelare (d. shortly after 1500), Opera omnia, edited by Ronald Cross in 3 volumes.
- 35. Johannes Brassart (first half of 15th c.), Opera omnia, edited by Keith E. Mixter in 2 volumes.
- 36. 14th-Century Repertory (52 Ballade, Virelais, Rondeaux) from the Codex Reina (Paris, Bibl. Nat., Nouv. Acq. Fr., 6771), edited by Nigel Wilkins.
- 37. A 15th-Century Repertory from the Codex Reina (Paris, Bibl. Nat., Nouv. Acq. Fr., 6771), edited by Nigel E. Wilkins.
- 38. Canons in the Trent Codices, edited by Richard Loyan.
- 39. The Motets of the Manuscripts Chantilly, Musée condé, 564 (olim 1047) and Modena, Biblioteca Estense, a. M. 5, 24 (olim lat. 568), edited by Ursula Günther.
- 40. The Music of the Pepys Manuscript 1236, edited by Sydney Robinson Charles.
- 41. Johannes Pullois (d. 1478), Opera omnia, edited by Peter Gülke.
- 42. The Unica in the Chansonnier Cordiforme (Paris, Biblioth'eque Nationale, Rothschild 2973), edited by Edward L. Kottick.
- 43. Jean Mouton (ca. 1459–1522), Opera omnia, edited by Andrew C. Minor and Thomas G. MacCracken.
- 44. Adam de la Hale (1236–1287), Lyric Works, edited by Nigel Wilkins.
- 45. Pierre Passereau (16th. c.), Opera omnia, edited by Georges Dottin.
- 46. The Old Hall Manuscript (15th c.), edited by Andrew Hughes and Margaret Bent in 3 volumes.
- 47. Pierre Sandrin (d. after 1561), Opera omnia, edited by Albert Seay in 1 volume.
- 48. Jean Lhéritier (first half 16th c.), Opera omnia, edited by Leeman Perkins in 2 volumes.
- 49. Andreas de Silva (last quarter, 15th-first third, 16th c.), Opera omnia, edited by Winfried Kirsch in 3 volumes.
- 50. Lionel Power (d. 1445), Complete Works, edited by Charles Hamm.
- 51. Claudio Merulo (1533–1604), Musica sacra, edited by James Bastian.
- 52. Claudin de Sermisy (ca. 1490–1562), Opera omnia, edited by Gaston Allaire and Isabelle Cazeaux.
- 53. French Secular Compositions of the Fourteenth Century, edited by Willi Apel in 3 volumes. Edition of the literary texts by Samuel N. Rosenberg.
- 54. Jacquet de Mantua (Jachet de Mantua) (1483–1559), Opera omnia, edited by Philip T. Jackson and George Nugent.
- 55. Pierre de Manchicourt (1510–1586), Opera omnia, edited by John D. Wicks and Lavern Wagner.
- 56. George de La Hèle (1547–1586), Collected Works, edited by Lavern Wagner in 2 volumes.
- 57. Keyboard Music of the Late Middle Ages in Codex Faenza 117, edited by Dragan Plamenac.
- 58. Elzéar Genet (Carpentras) (ca. 1470–1548), Opera omnia, edited by Albert Seay in 5 volumes.
- 59. Dominique Phinot (16th c.), Opera omnia, edited by Janez Höfler and Roger Jacob.
- 60. Nicolas Champion (active 1501–1533), Collected Works, edited by Nors S. Josephson.
- 61. Philippe Rogier (ca. 1561–1596), Opera omnia, edited by Lavern Wagner in 3 volumes.
- 62. Jacobus Regnart (ca. 1540–1599), Opera omnia, edited by Walter Pass in 9 volumes.
- 63. Thomas Crécquillon (ca. 1510–ca. 1557), Opera omnia, edited by Barton Hudson, Mary Tiffany Ferer, and Laura Youens; with Mary Beth Winn. In 20 Volumes, complete.
- 64. Pietro Giovanelli (Compiler), Novus thesaurus musicus (1568). Vol. V, edited by Albert Dunning, in two parts.
- 65. Heinrich Isaac (ca. 1450–1517), Opera omnia, edited by Edward R. Lerner.
- 66. Musica Gallicana de saeculo sextodecimo. Vol. I. Mittantier and Vassal, Opera Omnia, edited by Albert Seay.
- 67. The Songs of Jehan Erart, 13th-Century Trouvére [of Arras], edited by Terence Newcombe.
- 68. Motets of the Manuscript La Clayette (Paris, Bibliothèque nationale, nouv.acq.f.fr. 13521), edited by Gordon A. Anderson.
- 69. Géry de Ghersem (ca. 1572–1630), Missa Ave Virgo Sanctissima, edited by Lavern J. Wagner.
- 70. Antonius Janue (15th c.), Opera omnia, edited by Masakata Kanazawa.
- 71. Sebastia’ni Aguilera de Heredia (d. 1627), Magnificats (Saragossa, 1618), edited by Barton Hudson in 3 volumes.
- 72. Luca Marenzio (1553–1599), Opera omnia, edited by Bernhard Meier and Roland Jackson.
- 73. The Anthologies of Black-Note Madrigals, edited by Don Harrán in 5 volumes.
- 74. Hayne van Ghizeghem (15th c.), Opera omnia, edited by Barton Hudson.
- 75. Compositions of the Bamberg Manuscript Bamberg, Staatsbibliothek, Lit. 115 (olim Ed. IV.6.), edited by Gordon A. Anderson.
- 76. Italian Laude and Latin unica in MS Cape Town, Grey 3.b.12 (around 1500), edited by Giulio Cattin in 1 volume.
- 77. The Anonymous Pieces in MS El Escorial Bibl. del Monasterio, V.III.24 (15th c.), edited by Walter H. Kemp in 1 volume.
- 78. Bertrandus Vaqueras (ca. 1450–ca.1507), Opera omnia, edited by Richard Sherr in 1 volume.
- 79. The Las Huelgas Manuscript. Burgos, Monasterio de Las Huelgas (13th c.), edited by Gordon A. Anderson in 2 volumes.
- 80. Francesco Cellavenia (mid-16th c.), Collected Works, edited by David Crawford.
- 81. Jean Richafort (ca. 1480–ca. 1548), Opera omnia, edited by Harry Elzinga in 4 volumes.
- 82. P. Symon and Decapella, Opera omnia, edited by Albert Seay.
- 83. François Roussel, Opera omnia, edited by Greer Garden in 5 volumes.
- 84. Johannes Lupi, Opera omnia, edited by Bonnie Blackburn in 3 volumes.
- 85. Six Anonymous L’homme armé Masses in Naples, Biblioteca Nazionale, Ms VI E 40, edited by Judith Cohen.
- 86. Le Gendre, Maille, Morpain (1538–1554), Collected Chansons, edited by Clement A. Miller.
- 87. Ninot le Petit (d. ca. 1502), Opera omnia, edited by Barton Hudson.
- 88. Anonymous Pieces in the MS El Escorial IV. a. 24, edited by Eileen Southern.
- 89. Benedetto Pallavicino (ca. 1551 1601), Opera omnia, edited by Peter Flanders and Kathryn Bosi Monteath in 7 volumes.
- 90. Johannes Prioris (15th c.), Opera omnia, edited by T. Herman Keahey and Conrad Douglas in 3 volumes.
- 91. Wulfran Samin and Meigret, Opera omnia, edited by Albert Seay.
- 92. John Coprario (ca. 1570–1626), The Five-Part Pieces, edited by Richard Charteris.
- 93. Cantus anonymorum de libris Petri Attaingnant [Anonymous Chansons Published by Pierre Attaingnant], edited by Albert Seay and Courtney Adams.
- 94. Hubert Naich (16th century), Opera omnia, edited by Don Harrán.
- 95. Early Sixteenth-Century Sacred Music from the Papal Chapel, edited by Nors S. Josephson in 2 volumes.
- 96. Alfonso Ferrabosco the Elder (1543–1588), Opera omnia, edited by Richard Charteris in 9 volumes.
- 97. Pierre de la Rue (ca. 1460–1518), Opera omnia, edited by Nigel St. John Davison,  J. Evan Kreider,  and T. Herman Keahey in 11 volumes.
- 98. The Elvas Songbook, edited by Gil Miranda.
- 99. Georg Prenner, Motets, edited by H. Lowen Marshall.
- 100. Salamone Rossi (c. 1570–c. 1628), Complete Works, edited by Don Harrán in 13 volumes.
- 101. Giovanni Bassano (c. 1558–1617), Opera omnia, edited by Richard Charteris in 4 volumes.
- 102. Domenico Maria Ferrabosco (1513–1574), Opera omnia, edited by Richard Charteris.
- 103. Les Chansons de Gontier de Soignies, edited by Terence H. Newcombe and revised by H.H. Lucas and Nigel Wilkins.
- 104. Mathurini Forestier (fl. ca. 1504–1541), Opera omnia, edited by Nors S. Josephson and Thomas G. MacCracken.
- 105. Gaspar de Albertis, Opera omnia, edited by Gary Towne.
- 106. Gaspar van Weerbeke, Collected Works, edited by Gerhard Croll, Eric F. Fiedler, Andrea Lindmayr-Brandl.
- 107. Trouvère Lyrics with Melodies: Complete Comparative Edition, edited by Hans Tischler.
- 108. The Gonzaga Masses in the Conservatory Library of Milan, Fondo Santa Barbara, edited by Ottavio Beretta.
- 109. Mateo Romero (Maestro Capitán) (ca. 1575–1647), Opera omnia latina, edited by Judith Etzion.
- 110. Hieronymus Praetorius, Collected Vocal Works, edited by Frederick K. Gable.
- 111. Cornelius Canis, Opera Omnia, edited by Martin Ham.
- 112. Alessandro Grandi, Opera Omnia, edited by Jeffrey Kurtzman, with Dennis Collins, Robert Kendrick, and Steven Saunders.